# Rhizodiscina lignyota
Rhizodiscina lignyota är en svampart som först beskrevs av Elias Fries, och fick sitt nu gällande namn av Hafellner 1979. Rhizodiscina lignyota ingår i släktet Rhizodiscina och familjen Patellariaceae.  Arten är reproducerande i Sverige. Inga underarter finns listade i Catalogue of Life.